# Dioscorea alatipes
Dioscorea alatipes là một loài thực vật có hoa trong họ Dioscoreaceae. Loài này được Burkill & H.Perrier mô tả khoa học đầu tiên năm 1951.